# Þrastarson
Þrastarson ist ein männlicher isländischer Name.

## Herkunft und Bedeutung
Der Name ist ein Patronym und bedeutet Þrastars Sohn. Die weibliche Entsprechung ist Þrastardóttir (Þrastars Tochter).

## Namensträger
- Haukur Þrastarson (* 2001), isländischer Handballspieler
- Sigurður Hjörtur Þrastarson (* 1984), isländischer Handball- und Fußballschiedsrichter
- Styrmir Snær Þrastarson (* 2001), isländischer Basketballspieler